# کرم لوله‌ای ساقه و پیاز
کرم لوله‌ای ساقه و پیاز (نام علمی:  Ditylenchus dipsaci) یک نوع کرم لوله‌ای است که برای اولین بار توسط برکلی، (به انگلیسی: Berkeley) در سال ۱۸۵۷ در آلمان شناسایی شد.